# 구바구
구바구(아제르바이잔어: Quba rayonu)는 아제르바이잔 북동부에 위치한 구로 행정 중심지는 구바이며 면적은 2,610km2, 인구는 143,100명이다.